# Airsnort
Airsnort ist eine freie Software zur Aufzeichnung von Datenpaketen und zur Berechnung von Schlüsseln in 802.11b-Funknetzwerken.
Airsnort wird von einer Gruppe namens „The Shmoo Group“ herausgegeben und ist verfügbar für die Betriebssysteme Linux und Windows.
Kein direkter Zusammenhang besteht zu dem IDS-Programm Snort der Firma Sourcefire – trotz des ähnlichen Namens und des übernommenen Maskottchens (Snort: ein Ferkel mit großer, schnaubender Nase; Airsnort: das gleiche Schweinchen mit Flügeln versehen).

## Funktion
Airsnort nutzt eine Schwachstelle im Verschlüsselungsalgorithmus WEP, die von Scott Fluhrer, Itsik Mantin und Adi Shamir beschrieben wurde. Aus dem Funknetzwerk werden durch die Software mit Hilfe einer Netzwerkkarte passiv Datenpakete aufgezeichnet, aus denen der dazugehörige Schlüssel berechnet wird. Das dauert einige Minuten.
Bei der Veröffentlichung der ersten Version am 14. August 2001 war Airsnort eines der ersten für Endanwender verwendbaren Programme, die diese Sicherheitslücke ausnutzten. 
Mittlerweile wurde die Entwicklung des Programmes eingestellt. Die WEP-Verschlüsselung wird so gut wie nicht mehr verwendet.